# Kupfer-Zink-Zinnsulfid
Kupfer-Zink-Zinnsulfid (abgekürzt CZTS von englisch copper, zinc, tin sulfide) ist eine halbleitende Verbindung von Kupfer, Zink, Zinn und Schwefel. Aufgrund der optoelektronischen Eigenschaften wird sie wird für die Anwendung in Dünnschichtsolarzellen erforscht. Besonders interessant ist dieses Material als mögliche Alternative zu herkömmlichen Dünnschicht-Technologien wie CdTe oder CIGS, welche auf seltenen oder giftigen Elementen basieren.

## Eigenschaften
CZTS kristallisiert ähnlich wie Stannit (Cu2FeSnS4) und Kesterit (Cu2(Zn,Fe)SnS4) im tetragonalen Kristallsystem mit der Raumgruppe I4 (Raumgruppen-Nr. 82) und den Gitterparametern a = 0,5427 nm und c = 1,0871 nm.
In dieser Form besitzt das Material einen direkten Bandübergang mit einer Bandabstandsenergie von 1,4–1,5 eV.

## Verwendung
Durch die für Solarzellen geeigneten physikalischen Eigenschaften (Größe des Bandabstandes, Absorption) ergibt sich unter anderem eine Anwendung als elektrisch aktive Schicht in Dünnschichtsolarzellen (vgl. Photovoltaik). Die Abscheidung von CZTS-Schichten kann dabei über diverse Beschichtungsverfahren erfolgen, beispielsweise Sputterdeposition, thermisches Verdampfen, Laserablation, chemische Gasphasenabscheidung (CVD), oder lösungsbasierte Techniken. Im Vordergrund für eine kommerzielle Nutzung steht jedoch weniger der Bandabstand, den auch diverse andere Materialien bieten, sondern das Fehlen seltener Elemente wie Indium oder Gallium im Vergleich zur Verwendung von CIGS.
Solarzellen auf CZTS-Basis befinden sich weiterhin im Bereich der Forschung. Forscher der Technischen Universität Tallinn entwickelten Pulver-basierte Monokorn-Membran-Solarzellen, die zusätzlich Selen (Se) enthalten. Dieses auch mit CZTSSe bezeichnete Material lässt sich in seiner Bandlücke stufenlos zwischen der des reinen Sulfids (CZTS, Bandlücke bei 1,5 eV) und der des reinen Selenids (CZTSe, Bandlücke bei 1,0 eV) verschieben. Mit diesen Solarzellen wurde 2009 mit 5,9 % der erste unabhängig zertifizierte Wirkungsgrad von CZTS-Solarzellen erreicht, der bis 2013 auf 12,6 % für CZTSSe gesteigert werden konnte. Die TUT-Ausgründung crystalsol entwickelt auf dieser Basis eine Modulfertigung in Estland und Österreich. Von besonderem praktischen Interesse ist auch der extrem niedrige Temperaturkoeffizient dieses Solarzellen-Materials, der mit 0,013 %/K deutlich unter dem anderer Solarzellen-Materialien liegt.
Forscher von IBM erreichten mit aus Hydrazin-Lösungen aufgebrachten Solarzellen Wirkungsgrade von 9,6 Prozent für reines Sulfid (CZTS) und von 9,3 Prozent für reines Selenid (CZTSe).